# Pod Uboczą
Pod Uboczą – niewielka osada turystyczna i narciarska u południowych, zwanych Uboczą podnóży Gołego Wierchu w słowackich Tatrach Zachodnich. Znajduje się na wysokości około 1100 m, już na Kotlinie Liptowskiej w miejscowości Żar. Przebiega przez nią szlak turystyki pieszej i rowerowej (odcinek Magistrali Tatrzańskiej od wylotu Doliny Żarskiej do wylotu Doliny Wąskiej).
Na dużej łące pod Uboczą znajduje się kilka domków kempingowych, dwa hotele górskie: „Baranec” i „Horec”, restauracja i agencja turystyczna. Zimą czynne są dwa nieduże wyciągi narciarskie. Dojazd do osady możliwy jest tylko Magistralą Tatrzańską. Ponadto z osady prowadzi w Tatry, zygzakami przez Ubocz i Starą Stawkę dobra droga leśna do zwózki drzewa.

## Szlaki turystyczne
czerwony (fragment Magistrali Tatrzańskiej): wylot Doliny Żarskiej – Pod Uboczą – rozdroże pod Gołym Wierchem – wylot Doliny Wąskiej.  Czas przejścia: 2:25 h
 rowerowy: Liptowski Mikułasz – Żar – wylot Doliny Żarskiej – Pod Uboczą – rozdroże pod Gołym Wierchem – wylot Doliny Wąskiej – autokemping „Raczkowa” – Przybylina